# Багратион-Мухранская, Кетеван Константиновна
Кетеван Константиновна Багратион-Мухранская (груз. ქეთევან კონსტანტინეს ასული ბაგრატიონი–მუხრანბატონი; род. 20 июля 1954 года, Таланс, Франция) — дипломат и общественный деятель Грузии.

## Биография
В 1974 году окончила факультет гуманитарных наук университета Бордо по специальности «Славянские языки». Бакалавр философии и филологии.
В 1975—1976 годах стажировалась в Московском государственном университете имени М. В. Ломоносова (8 месяцев) и Тбилисском государственном университете (2 месяца).
В 1991 году основала в Риме и возглавила итальяно-грузинскую ассоциацию «Щит Святого Георгия».
С 1998 года — руководитель ООО «Морнинг».
При её содействии в парламенте Италии была создана «Группа друзей Грузии».
В 2001 году выставила свою кандидатуру на выборах президента Федерации Красного Креста Грузии. Избрана не была.
В 2004 году Президент Грузии Михаил Саакашвили присвоил ей гражданство Грузии.
С 2004 по 2014 годы — чрезвычайный и полномочный посол Грузии при Святом Престоле.
9 марта 2005 года вручила верительные грамоты папе Иоанну Павлу II.
Владеет французским, английским, итальянским, русским и грузинскими языками.

## Семья
Муж — князь Раймондо Умберто Мария Орсини д’Арагона (итал. Principe Don Raimondo Umberto Maria Orsini d'Aragona, род. 18.11.1931) (с 6 июня 1978 года).
Имеют 4 детей:
- Джорджиана (итал. Donna Georgiana Orsini d'Aragona, 15.8.1979 г., Рим — 26.8.2005 г., Рим)
- Лелио Никколо (итал. Don Lelio  Niccolò Orsini d’Aragona, род. 27.5.1981 г., Рим)
- Луиза Элеонора (итал. Donna Luisa Eleonora Orsini d’Aragona, род. 2.2.1986 г., Рим)
- Доротея (итал. Donna Dorotea Orsini d’Aragona, род. 25.10.1990 г., Рим)

## Награды
- Почётный гражданин Грузии (1995).
- Грамота Грузинской церкви  (2000) — за заслуги перед родиной и Церковью.
- Большой крест ордена Пия IX (Святой Престол, 2007)[3].
- Большой крест Династического ордена Альбрехта Медведя (Ангальтский герцогский дом, 2009).
- Медаль имени академика Иванаю Джавахишвили Тбилисского государственного университета (1992).